# Khanabad (folyó)
A Khanabad folyó Afganisztánban, a Kunduz jobb oldali mellékfolyója. Tahár és Kunduz tartományokon folyik keresztül.

## Leírása
A körülbelül 400 km hosszúságú Khanabad folyó Afganisztán keleti részén, a Hindukus-hegység magas hegyei között, Tahár tartomány délkeleti részén gleccserekkel és örök hóval borított területen ered.
Északnyugat felé folyik, felső szakaszán számos mellékfolyót fogadva magába. A Farkhar városától északra eső Churi helységnél áttör egy keskeny és mély völgyön, majd egy széles síkságra ér, ahol nyugat-északnyugat felé halad.
A Khanabad vizének egy részét öntözésre használják, főként Taloqannál, Tahár tartomány fővárosánál. Ezután a folyó Kunduz tartományban folytatja útját, ahol keresztül folyik Khanabad városon, és nyugat felé fordulva északi irányból megkerüli Kunduz városát. A város után 30 kilométerrel a Kunduz folyóba torkollik, amely nem sokkal később az Amu-darjába ömlik.

## Fordítás
- Ez a szócikk részben vagy egészben  a   Khanabad (rivière) című francia Wikipédia-szócikk fordításán alapul.  Az eredeti cikk szerkesztőit annak laptörténete sorolja fel. Ez a jelzés csupán a megfogalmazás eredetét és a szerzői jogokat jelzi, nem szolgál a cikkben szereplő információk forrásmegjelöléseként.